# Nabagram Colony
Nabagram Colony è una suddivisione dell'India, classificata come census town, di 31.923 abitanti, situata nel distretto di Hooghly, nello stato federato del Bengala Occidentale. In base al numero di abitanti la città rientra nella classe III (da 20.000 a 49.999 persone).

## Geografia fisica
La città è situata a 22° 42' 16 N e 88° 20' 11 E.

## Società

### Evoluzione demografica
Al censimento del 2001 la popolazione di Nabagram Colony assommava a 31.923 persone, delle quali 16.593 maschi e 15.330 femmine. I bambini di età inferiore o uguale ai sei anni assommavano a 2.726, dei quali 1.425 maschi e 1.301 femmine. Infine, coloro che erano in grado di saper almeno leggere e scrivere erano 26.997, dei quali 14.540 maschi e 12.457 femmine.